# Hairconditioner

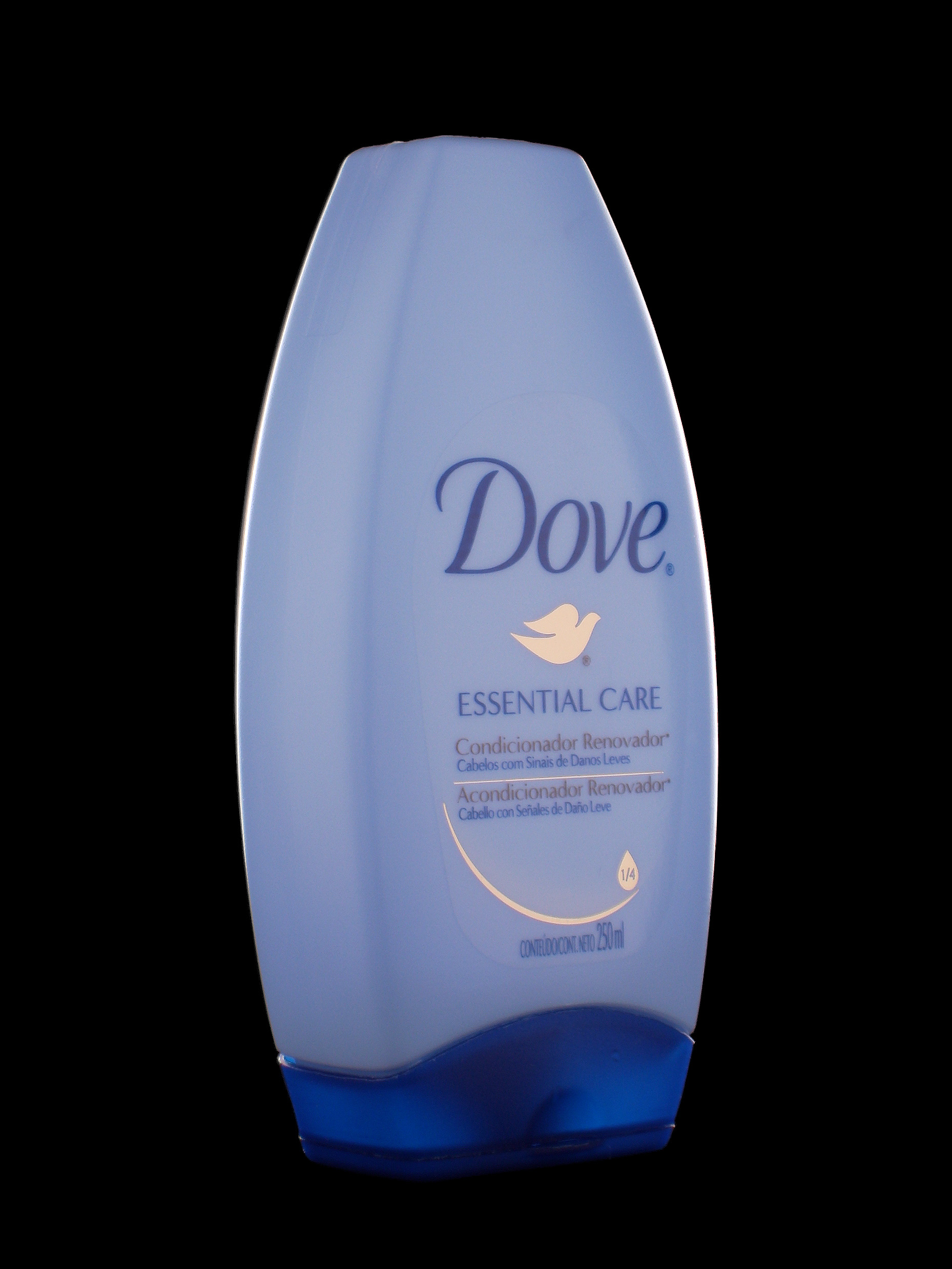
Een flacon met hairconditioner van het merk Dove

Een hairconditioner, haarversteviger of crèmespoeling is een cosmetisch product, meestal in vloeibare vorm, gebruikt bij haarverzorging, met als functie het haar makkelijker doorkambaar, soepel, zacht en glanzend te maken en/of er volume, luchtigheid, enz. aan te geven.
Conditioners en haarverstevigers worden toegepast op gewassen handdoekdroge haar (en blijven daar dus tot de volgende wasbeurt aanwezig), terwijl een crèmespoeling uitgespoeld moet worden. De contacttijd van een crèmespoeling met het haar is daardoor veel korter.

## Ingrediënten
De voornaamste ingrediënten van crèmespoelingen en conditioners zijn:
- Humectantia, die ervoor zorgen dat het haar minder uitdroogt
- Stoffen die de haarstructuur zouden herstellen, zoals collageen en eiwitten
- Zuren die de zuurgraad van het product verlagen (i.v.m. houdbaarheid en huid- en haarvriendelijkheid van het product)
- Stoffen die het haar gladmaken, zodat het minder klit (cetylalcohol wordt veel gebruikt)
- Glansmiddelen, vaak siliconen
- Vetzuren en olie, ter vervanging van weggewassen huidsmeer
- Conserveermiddelen, zodat het product niet bederft
- Geur- en kleurstoffen

In haarverstevigers zijn polymeren toegevoegd, die het haar meer structuur geven.